# Drewnowo-Lipskie
Drewnowo-Lipskie [pronunciación en polaco: /drɛvˈnɔvɔ ˈlipskʲɛ/] es un pueblo en el distrito administrativo de Gmina Boguty-Pianki, dentro del Distrito de Ostrów Mazowiecka, Voivodato de Mazovia, en el este de Polonia.